# Phyllodromica sacarraoi
Phyllodromica sacarraoi är en kackerlacksart som beskrevs av Fernandes 1967. Phyllodromica sacarraoi ingår i släktet Phyllodromica och familjen småkackerlackor.
Artens utbredningsområde är Spanien. Inga underarter finns listade i Catalogue of Life.